# 希思罗机场二号航站楼
希思罗机场二号航站楼（英語：Heathrow Terminal 2），别称女王航站楼（英語：The Queen's Terminal），是位于英國希思罗机场的一座机场航站楼。新航站楼原定命名为希思罗机场东航站楼，使用旧T2和女王大楼原使用的地块。新航站楼由路易斯·维达尔建筑事务所设计，2014年6月4日开放。旧二号航站楼于1955年投运，当时名为欧罗巴航站楼（英語：Europa Building），是机场最古老的航站楼。
一号航站楼于2015年6月30日不再供旅客使用，而一号航站楼的行李系统的一小部分由二号航站楼继续使用。一号航站楼将被拆除以扩建二号航站楼，日期待定。2015年，2号航站楼接发116861架次航班，旅客吞吐量1670万，二号航站楼接发了希思罗机场25.2%的航班，处理了全机场22.5%的旅客，每趟航班平均载有130名旅客。

## 历史
2007年5月，时任伦敦市长肯·利文斯通和西陵敦伦敦自治市议会批准新航站楼计划，原定命名为希思罗机场东航站楼。

### 设计

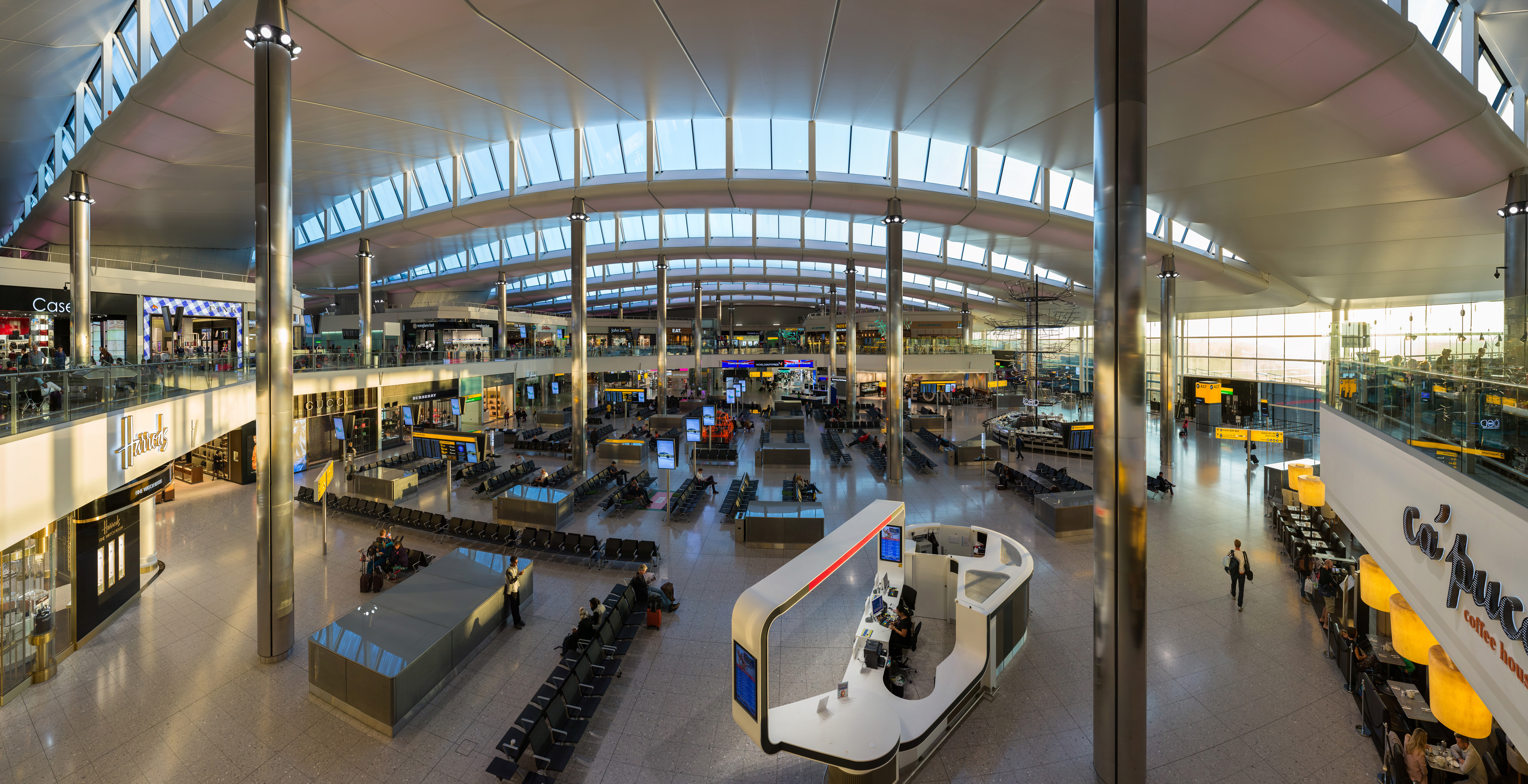
二号航站楼出发大厅

新航站楼的设计延续了五号航站楼的“烤面包架”设计，该布局通过将航站楼及其卫星厅垂直于跑道排列，最大限度利用机场用地。与五号航站楼一样，该建筑的大部分都是在场外建设来克服在世界最繁忙国际机场在扩建期间的许多后勤限制。
航站楼分为T2A和T2B两部分。T2A由路易斯·维达尔建筑事务所设计，由费罗维亚尔-莱恩·奥罗克合资公司建造。除冰岛航空外，各欧洲航空公司统一使用T2A。加拿大航空和土耳其航空亦在此营运短途航线。T2B由格里姆肖建筑师事务所设计，由保富集團建造。各国际航空公司统一使用T2B。冰岛航空是唯一一家使用T2B的欧洲航空公司。
新二号航站楼的登机口分布在T2A（1-26 号登机口）和T2B（28-49 号登机口）。
新二号航站楼的设计二氧化碳排放量比旧二号航站楼低四成。这一目标的二成通过能效设计技术元素实现，例如高级绝缘系统、StudioFractal设计的全面变色LED灯和大规模自然采光。屋顶上朝北的大天窗也将使建筑物充满自然光，减少人工照明需求，而不会产生过多热量。屋顶上的太阳能光伏发电板将进一步减少对能源供应的依赖。余下二成的碳减排由二号航站楼能源中心承担，通过当地可再生资源的木片为燃料的生物质热电联产，将为希思罗二号航站楼和希思罗机场五号航站楼提供供暖和制冷。

### 建造

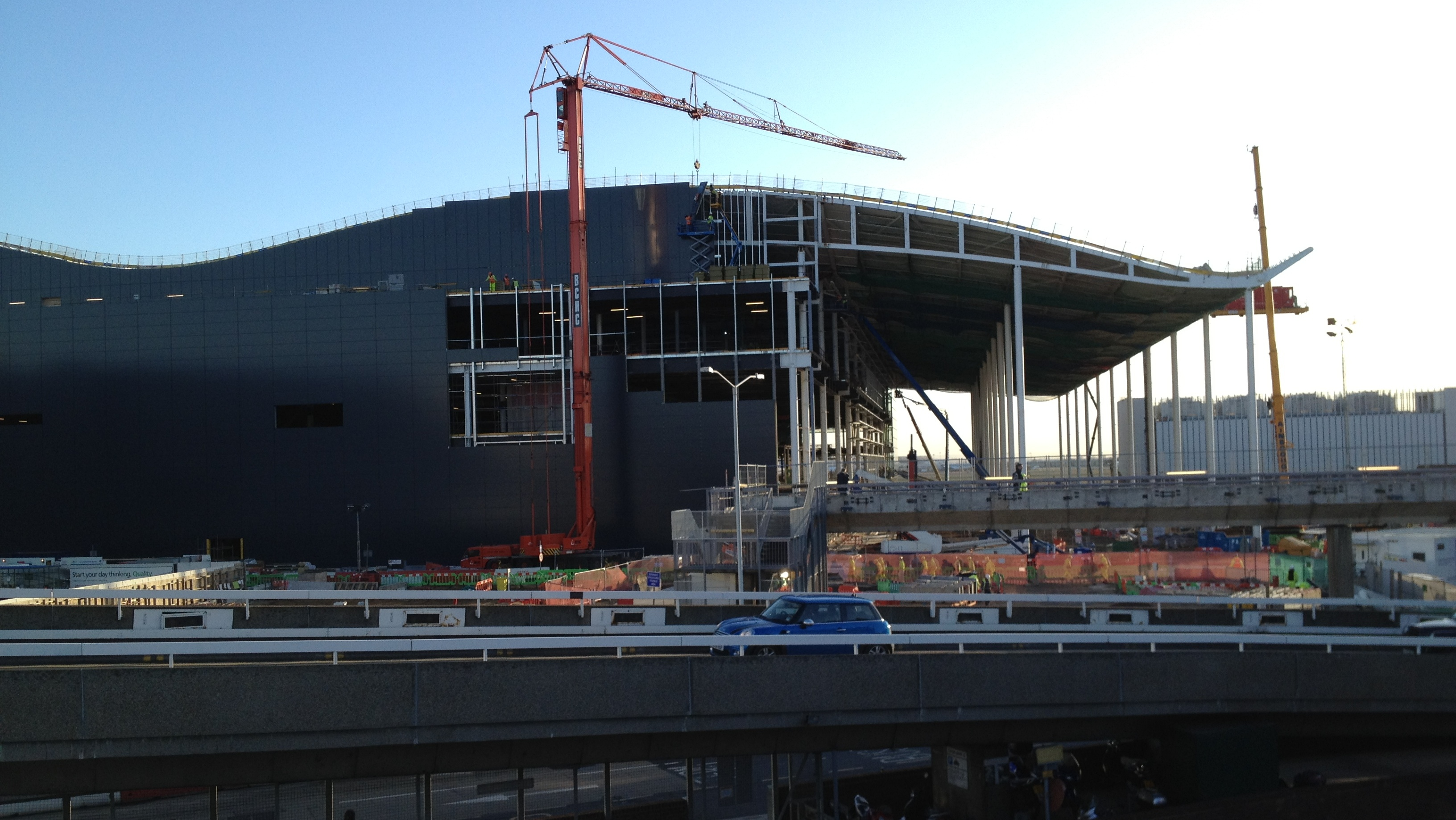
在建的新二号航站楼，2012年1月摄

航站楼建设分两期进行。一期工程于2009年开工，2014年6月竣工，包括拆除旧T2和和建造新T2A的一半，并修建长522（1,713英尺）的T2B卫星厅。第二阶段将在1号航站楼拆除后开始，计划在一号航站楼遗址上完成T2A的剩余部分。最初计划二期工程将在2019年左右完成，但在2013年2月，希思罗机场有限公司确认该项目要到下一个十年方可完工。工程完全结束后，新T2的占地面积和运营能力将与T5高度近似。
一期工程原定于2012年完工（恰逢2012年夏季奥运会），但由于动工时间过晚，项目直到2014年6月才完工。
到2013年1月，T2A已完成防风雨测试，大楼的内部装修也在顺利进行。 2013年春季开始部署系统。 T2B一期工程于2009年11月竣工，其中六个登机口于2010年初投运。在二号航站楼完工前，乘客需前往1号航站楼通过临时通道进入T2B的已建成部分。
原本位于中央候机区域的旧塔台拆除工作于2013年1月开始，拆除工作于当年秋季结束，以便修建连接二号航站楼的公路。空中交通管制系统已于2007年迁至新塔台，但旧塔台的一部分仍作办公用途。
2013年6月，二号航站楼正式定名为“2号航站楼——女王航站楼”。航站楼的特色是由Richard Wilson设计的雕塑——Slipstream。它的设计与飞行中的特技飞机类似，并被认为是欧洲最长的永久性雕塑。第二个雕塑名为Emergence，由西尼莫德工作室创作并悬挂在航站楼内。

### 开幕

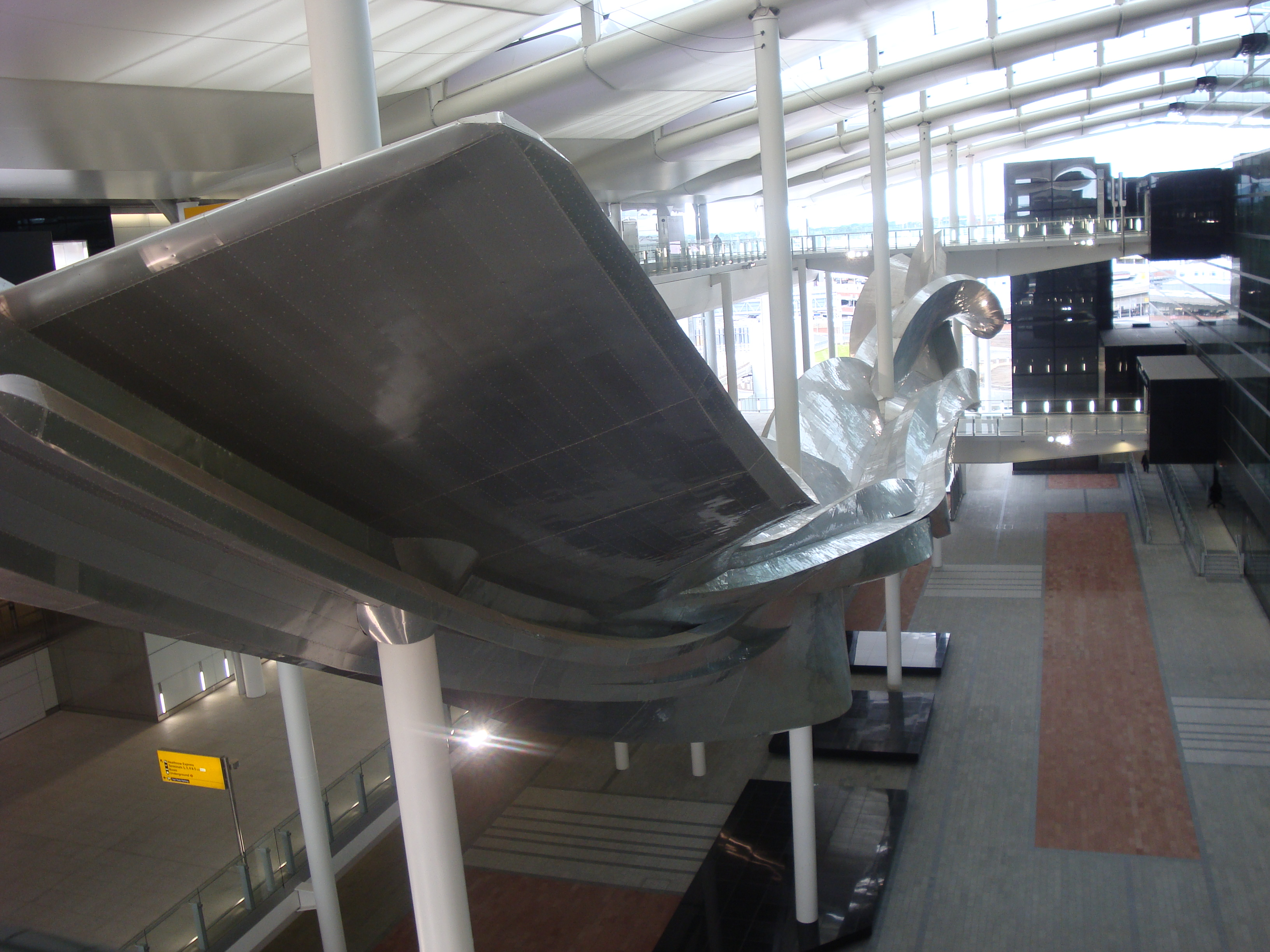
Slipstream被认为是欧洲最长的永久性雕塑

第一个到达航站楼的航班是来自芝加哥奥黑尔的联航958号航班，于2014年6月4日当地时间五时四十九分抵达。2014年6月18日，加航、国航和全日空转场到二号航站楼，伊丽莎白二世于2014年6月23日宣布二号航站楼正式投入营运。
经过一段时间的分阶段转场工程，作为希思罗机场计划的一部分，二号航站楼已成为星空联盟（以及新成员印度航空）各成员公用的航站楼，该计划旨在减少中转时间和改善乘客体验以最大限度提高机场运营效率。新航站楼年设计吞吐量达三千万人次。

## 航空公司

### 星空联盟成员
二号航站楼是从希思罗机场起飞的各星空联盟成员的运营基地。期2017 年1月，各星空联盟成员始发终到希思罗机场的航班全部转场到二号航站楼，印度航空于2017年1月25日将旗下往返希思罗的航班从四号航站楼转场到二号航站楼。航站楼内不设常规星空联盟旅客休息室；汉莎航空在主航站楼设休息室，而加拿大航空、新加坡航空和联合航空在卫星厅设休息室。
二号航站楼主楼另设有爱尔兰航空旅客休息室和一个现收现付式贵宾休息室。

### 天合联盟成员
自2019冠状病毒病疫情以来，两家来自大中华区的天合联盟成员转场至本航站楼：中华航空——从盖特威克转场至此，自2022年10月轉調至三号航站楼；另一家是中国东方航空——疫前即已从T4转场至此。虽然大部分的天合联盟成员已于2022年6月14日转回四号航站楼，但二者目前仍在此营运。

### 非航空联盟成员
三个非联盟航司也使用该航站楼：爱尔兰航空（飞往爱尔兰/北爱尔兰）；阿斯塔纳航空（飞往哈萨克斯坦）和冰岛航空（飞往冰岛），北欧航空和汉莎航空等星空联盟成员签署有多个代码共享和联运协议。天津航空（运营西安咸阳机场到希思罗的航线）原定使用二号航站楼，但迫于二号航站楼的运力上限而转场到三号航站楼。2021年8月12日，捷蓝航空开始使用空客A321-LR飞机开行往返于纽约肯尼迪和希思罗间的航线。这是捷蓝航空首次营运跨大西洋航班。
与T3/T4不同，二号航站楼不仅可以处理国际航班，还可以处理英国国内线和英国-爱尔兰航线的航班（与T5类似）。

### 空客A380和波音747
新加坡航空的空客A380在二号航站楼始发终到。 2015年夏季，新加坡航空每天飞往希思罗的的两班航班使用A380。
泰國國際航空在2020年因2019冠状病毒病退役所有A380前曾经使用该机型每天执飞一班英国至泰国的航班。
联合航空此前曾在夏季旅游旺季期间使用波音747执飞每日在旧金山和希思罗间往返的航班，但联合航空已于2017年11月退役所有的波音747。泰國國際航空另使用一架波音747进行另一趟往返希思罗T2的航班。

## 旧二号航站楼

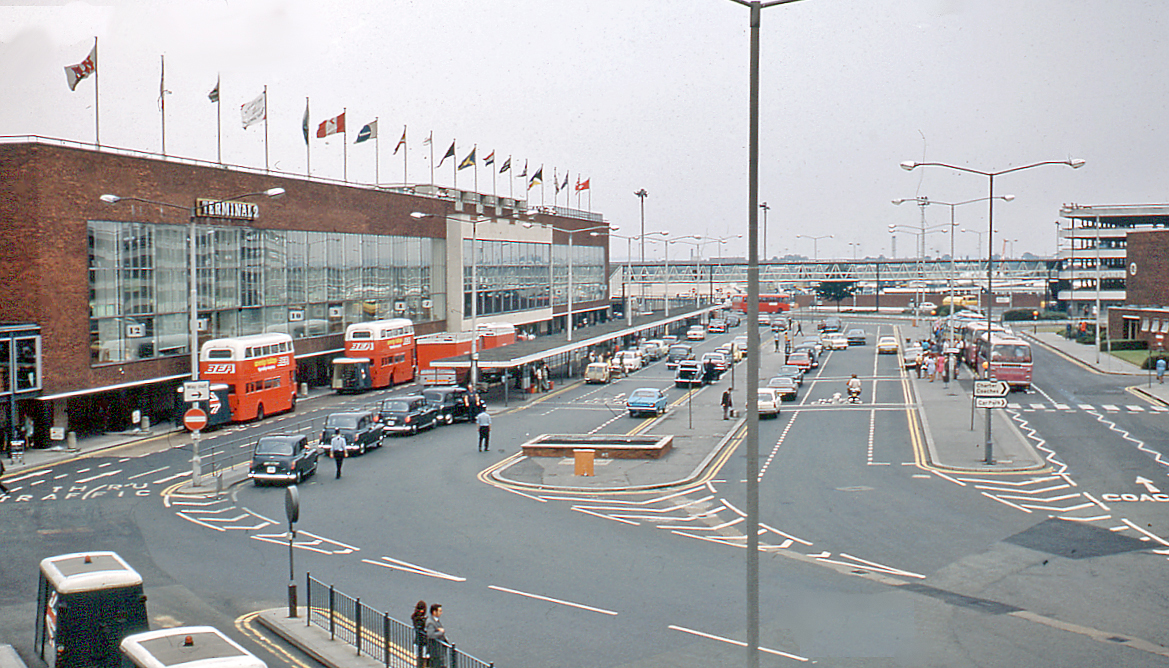
1972年的旧二号航站楼

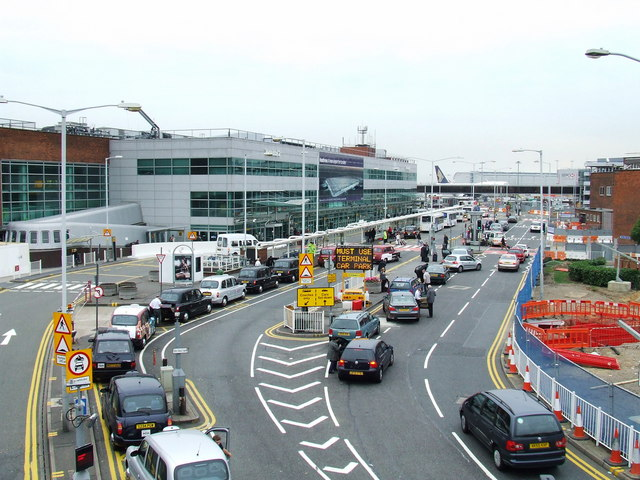
2007年的旧二号航站楼

第一代二号航站楼是希思罗机场最老的航站楼。建筑由弗雷德里克·吉伯德设计（亦参与女王大楼的设计），1955年投运（当时名称为欧罗巴航站楼）。
旧T2的面积为49,654平方（534,470平方英尺），运营期间累计有3.16亿人次旅客使用了该航站楼。最初设计年吞吐量为120万人次，重建前夕，旧T2最高可容纳八百万名旅客。
1984年4月20日，T2行李提取区发生炸弹爆炸，事件造成二十二人受伤（其中一人重伤）。
多年来，尽管维护人员尽最大努力，并进行了各种翻新和改造，但旧T2日趋不敷使用。旧T2最终于2009年11月23日关闭；飞往巴黎的法航1881号航班是从旧T2起飞的最后一班航班。旧T2于2010年拆除，由此产生的空地与女王大楼（2009年拆除）所在的相邻区域成为新T2的用地。

## 地面运输

### 航站楼内运输
二号航站楼通过地下通道与三号航站楼相连接。旅客亦可搭乘希思羅機場快線免费在T2/T4/T5间往返。伦敦地铁亦可提供前往T4/T5的接驳服务（前者需要在哈顿十字站换乘火车），但只有持蠔卡人士可免费搭乘。
此外，中央巴士站（为使用T2/T3的旅客服务）与其他航站楼间有多条摆渡车线路连接。然而铁路运输对于携带行李的旅客显得更快，更方便。航站楼摆渡车可免费搭乘。

### 公路连接
作为希思罗机场三座中央航站楼的一部分，二号航站楼通过M4机场支线和北跑道（09L/27R）下方的隧道与M4高速公路连接。

### 铁路连接
乘坐伦敦地铁皮卡迪利线的旅客可在希斯洛機場第2、3航廈站前往二号航站楼，旅客可搭乘地铁列车经伦敦市中心前往卡克福斯特斯站。伦敦交通局铁路和希思罗机场快线利用希思罗机场2号和3号航站楼火车站与二号航站楼接驳，与倫敦帕丁頓车站连接。伦敦交通局在希思罗T2/T3的铁路服务在2022年5月24日由橫貫鐵路取而代之，行车密度从每小时两班（大约每30分钟一班）增加到每小时四班（大约每15分钟一班）。

### 公交连接
使用二号航站楼的旅客可从希思罗中央汽车站乘坐公共汽车和长途汽车。
国家快速长途汽车服务运营连接盖特威克机场、斯坦斯特德机场、卢顿机场和英国其他城市的快车服务。